# Metapedia
Metapedia je wiki, višejezična internetska enciklopedija pisana na temelju krajnje desnih političkih stavova. Enciklopedija tvrdi da se usredotočuje na kulturu, umjetnost, znanost, filozofiju i politiku. Metapedia se ističe svojim stavovima koji naginju bjelačkom nacionalizmu, neonacizmu i krajnjoj desnici.
Enciklopediju je 2006. godine utemeljio Anders Lagerström (neonacistički izdavač iz Linköpinga, Švedska). U početku je napravljena verzija na švedskom jeziku.